# Loi sur les mesures d'urgence
Ne doit pas être confondu avec Loi sur les mesures de guerre.
Lire en ligne

Lois codifiées: Loi sur les mesures d’urgence

Loi sur les mesures de guerre
La Loi sur les mesures d'urgence est la loi canadienne qui définit depuis 1988 comment le gouvernement fédéral canadien peut réagir aux situations dites de « crise nationale ». Elle prévoit 4 types de crises: le sinistre, l'état d'urgence, l'état de crise internationale et l'état de guerre. Elle remplace la Loi sur les mesures de guerre.

## Historique
Selon le professeur de droit David Schneidermann, qui a participé à l'élaboration de la loi en 1987, pour situer le contexte historique de l'adoption de la Loi sur les mesures d'urgence, il faut comprendre les objectifs du gouvernement de Brian Mulroney à la fin des années 1980, qui cherche à tout prix à ramener le Québec dans le giron constitutionnel canadien, alors que la province avait été exclue des négociations de rapatriement de la Constitution. La stratégie de Mulroney est en deux volets : dans un premier temps, la reconnaissance de la société distincte québécoise par une modification constitutionnelle et dans un deuxième temps, l'abrogation de la Loi sur les mesures de guerre et son remplacement par une loi plus modérée qui réduirait les probabilités d'abus de pouvoir et d'atteintes aux libertés publiques. Le premier volet est un échec en raison de l'impossibilité d'entériner l'accord du lac Meech, tandis que le second volet est considéré comme étant une réussite car la Loi sur les mesures d'urgence est adoptée. Le professeur Schneidermann affirme qu'en rédigeant la loi, énormément de poids a été accordé aux observations et considérations de l'Association canadienne des libertés civiles, qui insiste pour qu'il y ait un rôle de surveillance accru des parlementaires, qu'il y ait des consultations avec les provinces ainsi qu'un encadrement de l'action gouvernementale par des définitions restrictives qui délimitent les situations d'urgence, en raison du refus historique des tribunaux d'intervenir de manière plus active pour défendre les droits et libertés pendant les périodes de crise et d'urgence.

## Définitions

### Crise nationale
La loi définit une situation de crise nationale comme une situation auquel il est « impossible de faire face adéquatement sous le régime des lois du Canada » et qui « met gravement en danger la vie, la santé ou la sécurité des Canadiens et échappe à la capacité ou aux pouvoirs d’intervention des provinces; » ou « menace gravement la capacité du gouvernement du Canada de garantir la souveraineté, la sécurité et l’intégrité territoriale du pays. ».

### Menace envers la sécurité du Canada
La définition de «Menace envers la sécurité du Canada » dans la loi sur le service canadien de renseignement auquel la loi sur les mesures d'urgence fait référence constitue en:
«a) l’espionnage ou le sabotage visant le Canada ou préjudiciables à ses intérêts, ainsi que les activités tendant à favoriser ce genre d’espionnage ou de sabotage;
b) les activités influencées par l’étranger qui touchent le Canada ou s’y déroulent et sont préjudiciables à ses intérêts, et qui sont d’une nature clandestine ou trompeuse ou comportent des menaces envers quiconque;
c) les activités qui touchent le Canada ou s’y déroulent et visent à favoriser l’usage de la violence grave ou de menaces de violence contre des personnes ou des biens dans le but d’atteindre un objectif politique, religieux ou idéologique au Canada ou dans un État étranger;
d) les activités qui, par des actions cachées et illicites, visent à saper le régime de gouvernement constitutionnellement établi au Canada ou dont le but immédiat ou ultime est sa destruction ou son renversement, par la violence.
La présente définition ne vise toutefois pas les activités licites de défense d’une cause, de protestation ou de manifestation d’un désaccord qui n’ont aucun lien avec les activités mentionnées aux alinéas a) à d). ».

### Sinistre
La loi définit un sinistre comme une « Situation de crise comportant le risque de pertes humaines et matérielles, de bouleversements sociaux ou d’une interruption de l’acheminement des denrées, ressources et services essentiels d’une gravité telle qu’elle constitue une situation de crise nationale, causée par les événements suivants ou par l’imminence de ceux-ci :
- a) incendies, inondations, sécheresse, tempêtes, tremblements de terre ou autres phénomènes naturels;
- b) maladies affectant les humains, les animaux ou les végétaux;
- c) accidents ou pollution. »[3].

### État d'urgence
La loi définit un état d'urgence comme une « situation de crise causée par des menaces envers la sécurité du Canada (voir la section plus haut) d’une gravité telle qu’elle constitue une situation de crise nationale ».

### État de crise internationale
La loi définit un état de crise internationale comme une « Situation de crise à laquelle sont mêlés le Canada et un ou plusieurs autres pays à la suite d’actes d’intimidation ou de coercition ou de l’usage, effectif ou imminent, de force ou de violence grave et qui est suffisamment grave pour constituer une situation de crise nationale. ».

### État de guerre
La loi définit un état de guerre comme: « Guerre ou autre conflit armé, effectif ou imminent, où est partie le Canada ou un de ses alliés et qui est suffisamment grave pour constituer une situation de crise nationale. »

## Dispositions

### En cas de sinistre
La loi permet notamment de limiter la liberté de circulation pour les zones touchées, le gouvernement pouvant forcer l'évacuation, et pouvant forcer la réquisition de biens. Notons que si une seule partie du Canada est touchée, seule cette partie sera soumise à la loi sur les mesures d'urgence.

### En cas d'état d'urgence
La loi permet notamment de limiter le droit de manifester, de limiter le droit à la circulation, et, en cas de violation d'un de ces décrets, de déposer des accusations criminelles permettant un emprisonnement pour jusqu'à 5 ans. La loi prévoit que l'application de l'état d'urgence ne doit pas entraver l'autonomie des provinces.

### En cas d'état de crise internationale
La loi permet notamment de déposer des accusations criminelles permettant un emprisonnement pour jusqu'à 5 ans, de mandater un ministre de « s’acquitter sur le plan international de responsabilités d’urgence désignées, ou de prendre des mesures politiques, diplomatiques ou économiques désignées pour faire face à la crise », de contrôler et réglementer des industries, de réquisitionner des biens, des services et leur usage, et de fermer les frontières.

### En cas de guerre
La loi prévoit que le gouvernement peut prendre toutes les mesures jugées « pour des motifs raisonnables, fondée ou opportune pour faire face à la crise. ». Le gouvernement ne peut toutefois pas imposer la conscription et doit dans la mesure du possible se « concerter avec les provinces ».

### Dans tous les cas
La loi interdit au gouvernement canadien de « détenir, d’emprisonner ou d’interner des citoyennes et des citoyens canadiens ou des résidentes ou des résidents permanents sur la base de leur race, de leur origine nationale ou ethnique, de leur couleur, de leur religion, de leur sexe, de leur âge ou de déficiences mentales ou physiques ». La loi n'interdit toutefois pas de le faire pour des raisons liées aux opinions politiques. La loi prévoit que le gouvernement doit agir en concertation avec les provinces, et ne peut donc pas agir seul. Le gouvernement ne peut pas agir sans le soutien du parlement, contrairement à ce que prévoyait la loi sur les mesures de guerre.

## Analyse

### Comparaison avec la Loi sur les mesures de guerre
La loi est largement jugée moins liberticide que la loi sur les mesures de guerre qu'elle remplace. Puisque l'ancienne loi suspendait entre autres le habeas corpus et le droit à un procès, elle avait mené à des centaines d'arrestations arbitraires au Québec pendant la crise d'Octobre de 1970 pour des délits d'opinion.
Selon les professeurs de droit Louis-Philippe Lampron, et Stéphane Beaulac, contrairement à l'ancienne Loi sur les mesures de guerre, la Loi sur les mesures d'urgence ne suspend pas les droits et libertés, donc il est en théorie possible de contester une mesure qui résulte de cette loi au moyen des droits et libertés de la Charte canadienne.
Comme la loi impose des restrictions liées à des situations d'urgence de sécurité publique mais ne suspend pas les droits, l'enjeu pour un gouvernement est de convaincre un tribunal que la restriction imposée constitue une atteinte minimale, qu'elle est proportionnelle à la situation d'urgence et qu'elle satisfait donc à l'article 1 de la Charte canadienne des droits et libertés. S'il y a une véritable urgence en matière de sécurité publique au sens de la loi et que le gouvernement parvient à faire en sorte que les atteintes aux droits sont de nature minimale, le cas échéant, les tribunaux auront tendance à faire preuve d'une relative déférence à l'égard du gouvernement dans leur application du test Oakes de l'article 1 de la Charte, de manière analogue à la réaction des tribunaux aux lois d'urgence de santé publique pendant la pandémie de Covid-19, lesquelles ne suspendent pas les droits mais imposent des restrictions sanitaires. Cette attitude des tribunaux serait liée à la valeur constitutionnelle canadienne de paix, ordre et bon gouvernement, qui donne un « pouvoir résiduel à l’égard de questions d’intérêt national et en cas d’urgence ».
Selon les auteurs Craig Forcese et Aaron Freeman, le contrôle judiciaire des actes de l'administration publique en fonction des règles du droit administratif canadien serait également possible en vertu de cette loi. Le cas échéant, la norme de contrôle est en règle générale la norme de la décision raisonnable, mais une autre norme de contrôle appelée norme de la décision correcte peut trouver application lorsque des questions constitutionnelles sont soulevées. Lorsqu'elle est applicable, la norme de la décision correcte donne une plus grande marge de manœuvre de contestation des décisions de l'administration car il s'agit de déterminer si le décideur gouvernemental a pris la décision correcte et non pas seulement une décision raisonnable dans les circonstances. Dans la mesure où un décideur administratif et un processus décisionnel peuvent être identifiés, ce que la loi ne fait pas clairement, il peut aussi être question de l'équité procédurale de l'administration à l'égard des administrés.
Contrairement à la Loi sur les mesures de guerre, la Loi sur les mesures d'urgence n'autorise pas le déploiement de militaires, qui s'effectue plutôt en vertu de la Loi sur la défense nationale,.

### Première utilisation
La loi est appliquée pour la première fois au milieu du mois de février 2022 en réaction aux perturbations causées par le Convoi de la liberté, un mouvement de camionneurs fortement opposé aux mesures sanitaires imposées à la suite de la pandémie de Covid-19. La loi n'avait jamais été appliquée avant.
Un peu plus de deux semaines avant que la loi ne soit invoquée, une des membres du cabinet Trudeau, la ministre Mélanie Joly, a publiquement exprimé des craintes quant à un « 6 janvier canadien », c'est-à-dire l'idée qu'il puisse y avoir au Canada une attaque contre le Parlement similaire à l'assaut du Capitole par des partisans de Donald Trump.
Quelques jours avant que la loi ne soit invoquée, le président américain Joe Biden implore le gouvernement canadien d'« utiliser les compétences fédérales » pour mettre fin à l'occupation du pont Ambassadeur. Il dit d'utiliser les compétences fédérales, mais ne recommande pas une solution législative particulière. Le blocage du pont est levé peu de temps après, à la suite d'une opération policière sans lien avec la Loi sur les mesures d'urgence.
Selon le professeur de droit Benoît Pelletier, « une fois que la déclaration d’état d’urgence [est] prononcée, c’est la GRC qui va prendre le leadership et qui pourra même intervenir par rapport aux règlements municipaux, aux violations aux lois provinciales et, évidemment, par rapport aux violations aux lois fédérales [...] Ça envoie un message extrêmement important que dorénavant, il y aura un leadership policier. Il y aura une coordination des interventions policières par Ottawa», dit-il. ».
Le ministre de la justice David Lametti (un ancien professeur de droit) a déclaré que les personnes qui soutiennent financièrement les manifestations et occupations par les camionneurs pourraient être visés par un gel de leur compte bancaire. « Si vous êtes membre d'un mouvement pro-Trump qui donne des centaines de milliers de dollars, et des millions de dollars à ce genre de choses, alors vous devriez vous inquiéter »,.
Bien que la Loi sur les mesures d'urgence oblige le Parlement à débattre sans interruption de la loi et de tenir un vote à brève échéance, les parlementaires ont décidé d'interrompre les débats au motif que les conditions de sécurité sont difficiles dans la ville d'Ottawa.
Après la dispersion ou l'arrestation des personnes qui s'étaient installées au centre-ville d'Ottawa, le ministre de la protection civile Bill Blair a déclaré que les mesures adoptées en vertu de la Loi sur les mesures d'urgence allaient être maintenues « aussi longtemps que nécessaire ».
Pour s'assurer d'avoir l'unanimité des votes de tous ses députés libéraux et celui de ses alliés de circonstance du Nouveau Parti démocratique, le premier ministre Trudeau a fait du vote sur la motion ratifiant l'état d'urgence une question de confiance envers le gouvernement, ce qui signifie qu'il a décidé de mettre ce vote sur un plan d'égalité avec le vote du budget annuel et que le défaut d'appuyer le gouvernement sur cette question par un vote majoritaire en Chambre aurait entraîné le déclenchement d'élections, ce que beaucoup de députés ne voulaient pas même si certains d'entre eux étaient personnellement opposés à la Loi sur les mesures d'urgence.
Le premier ministre Justin Trudeau met abruptement fin à l'application de la Loi sur les mesures d'urgence au moment où le Sénat se préparait à tenir un vote sur la motion de ratification des décrets adoptés en vertu de la loi. Puisque le Sénat est une composante essentielle du Parlement du Canada, il n'y a donc jamais eu de véritable ratification des décrets de l'exécutif par le Parlement car la Chambre des communes à elle seule n'équivaut pas au Parlement.
Plusieurs sénateurs avaient exprimé de forts doutes sur la nécessité d'imposer les mesures et sur leur constitutionnalité, dont l'ancien juge Pierre Dalphond, qui a déclaré que la saisie d'actifs financiers sans l'autorisation d'un tribunal telle que prévue dans les décrets constitue une violation claire de l'article 8 de la Charte canadienne des droits et libertés.

## Motifs justifiant de l'invocation de la loi selon la Commission sur l'état d'urgence
D'après le juge Paul Rouleau, qui a présidé la Commission sur l'état d'urgence, l'invocation de la loi sur l'état d'urgence en février 2022 était justifiée pour les raisons suivantes : 
- Un échec du fédéralisme, la province de l'Ontario ayant refusé de mobiliser suffisamment de ressources à la ville d'Ottawa alors que la situation avait manifestement dégénéré.
- « Des renseignements crédibles et convaincants permettaient de croire raisonnablement que la définition de menaces envers la sécurité du Canada était respectée ».
- Il existait « un fondement factuel convaincant et crédible qui étayait objectivement une croyance raisonnable que la vie, la santé et la sécurité des Canadiens étaient gravement en danger »
- Les forces de l'ordre étaient au bord du point de rupture avant l'invocation de la loi
- L'idéologie extrémiste de certains manifestants est un critère pertinent et déterminant, selon le juge
- La manifestation de février 2022 n'était pas une manifestation pacifique et licite.
- « Les conséquences sur la santé humaine et la sécurité publique qui peuvent découler d’une perturbation grave, soudaine, prolongée et délibérée de la sécurité économique et de la capacité de gagner sa vie sont pertinentes ».
- Le critère de crise est rempli car les convois étaient mobiles et certaines provinces touchées avaient fait part de leur incapacité à gérer la situation.

Toutefois, comme le reconnaît le juge lui-même, le Rapport de la Commission sur l'état d'urgence n'a pas force de loi; c'est plutôt le contrôle judiciaire devant la Cour fédérale (et possiblement devant la Cour suprême) qui doit exprimer le point de vue officiel du système judiciaire canadien, qui pourrait être similaire ou différent de celui du Rapport Rouleau.

## Jugement des tribunaux quant à la légalité de l'invocation de la loi en février 2022

### Cour fédérale
D'après la Cour fédérale du Canada, le recours à la Loi sur les mesures d'urgence en février 2022 était déraisonnable et inconstitutionnel.

### Cour suprême du Canada
(à suivre)

## Contenu des décrets de février 2022

### Règlement sur les mesures d'urgence
La loi est formulée en termes généraux, tandis que les restrictions adoptées en vertu de la loi proviennent de décrets de l'exécutif, qu'il faut consulter pour connaître la nature des interdictions imposées. Les décrets sont présents sur le site web decrets.canada.ca. En pratique, il n'est pas rare que des règlements fédéraux contiennent des éléments de droit pénal, mais celui du 15 février 2022 a une portée exceptionnelle car il s'inscrit dans le cadre de la Loi sur les mesures d'urgence et son contenu n'a fait l'objet d'aucun véritable débat public avant d'être adopté.
L'article 2 (1) concerne l'interdiction de participer à des assemblées publiques qui peuvent troubler la paix, entraver le commerce, entraver le fonctionnement d'infrastructures essentielles ou favoriser l'usage de la violence grave.

« Interdiction – assemblée publique
2 (1) Il est interdit de participer à une assemblée publique dont il est raisonnable de penser qu’elle aurait pour effet de troubler la paix par l’un des moyens suivants :
a) en entravant gravement le commerce ou la circulation des personnes et des biens;
b) en entravant le fonctionnement d’infrastructures essentielles;
c) en favorisant l’usage de la violence grave ou de menaces de violence contre des personnes ou des biens. »

L'article 2 (2) du décret interdit la présence de mineurs aux manifestations.

« Mineur
(2) Il est interdit de faire participer une personne âgée de moins de dix-huit ans à une assemblée visée au paragraphe (1)‍. »

L'article 3 du décret interdit d'entrer au Canada pour participer à une assemblée interdite à l'article 2. L'article 3 (2 ) crée des exceptions pour les autochtones, les réfugiés, les demandeurs d'asile et d'autres personnes pour que la restriction puisse paraître raisonnable.

« Interdiction – entrée au Canada – étranger
3 (1) Il est interdit à un étranger d’entrer au Canada avec l’intention de participer à une assemblée visée au paragraphe 2‍(1) ou de faciliter une telle assemblée.
[...] »

L'article 4 (1) du décret interdit les déplacements vers les zones des assemblées interdites de l'article 2. Le paragraphe 4 (2) interdit aux participants de déplacer un enfant vers ces zones. L'article 4 (3) crée des exceptions entre autres pour les agents de la paix et les personnes qui travaillent dans la zone.
L'article 5 du décret interdit d'utiliser, de fournir, de réunir des biens pour participer à une assemblée interdite, ou d'inviter une personne à le faire, ou de faciliter une telle assemblée ou faire bénéficier une personne qui participe à une telle assemblée.

« 5 Il est interdit, directement ou non, d’utiliser, de réunir, de rendre disponibles ou de fournir des biens — ou d’inviter une autre personne à le faire — pour participer à toute assemblée visée au paragraphe 2‍(1) ou faciliter une telle assemblée ou pour en faire bénéficier une personne qui participe à une telle assemblée ou la facilite. »

L'article 7 du décret ordonne de fournir des biens pour assister à l'opération policière de remorquage de véhicules.

« Ordre de fournir des biens et services essentiels
7 (1) Toute personne doit rendre disponibles et fournir les biens et services essentiels demandés par le ministre de la Sécurité publique et de la Protection civile, du commissaire de la Gendarmerie royale du Canada, ou la personne agissant en leur nom pour l’enlèvement, le remorquage et l’entreposage de véhicules, d’équipement, des structures ou de tout autre objet qui composent un blocage »

### Décret sur les mesures économiques d’urgence
Un autre décret tente de mettre fin aux opérations économiques qui visent à soutenir le mouvement des camionneurs.
L'article 2 de décret ordonne l'arrêt des opérations économiques suivantes en faveur des personnes désignées dans le Règlement sur les mesures d’urgence adopté le même jour : 

« Obligations de cesser les opérations
2 (1) Dès l’entrée en vigueur du présent décret, les entités visées à l’article 3 doivent cesser :
a) toute opération portant sur un bien, où qu’il se trouve, appartenant à une personne désignée ou détenu ou contrôlé par elle ou pour son compte ou suivant ses instructions;
b) toute transaction liée à une opération visée à l’alinéa a) ou d’en faciliter la conclusion;
c) de rendre disponible des biens — notamment des fonds ou de la monnaie virtuelle — à une personne désignée ou à une personne agissant pour son compte ou suivant ses instructions, ou au profit de l’une ou l’autre de ces personnes;
d) de fournir des services financiers ou connexes à une personne désignée ou à son profit ou acquérir de tels services auprès d’elle ou à son profit. »

L'article 3 rend les banques et diverses autres entreprises financières responsables de l'application des interdiction d'opérations financières. Il vise aussi à réglementer les plateformes de monnaie virtuelles, historiquement considérées comme étant difficiles à réglementer.
L'article 4 (1) crée une obligation d'enregistrement des entités de l'article 3 auprès du Centre d’analyse des opérations et déclarations financières du Canada. L'art. 4 (2) les oblige à déclarer toute opération douteuse. L'art. 6 autorise la communication de renseignements par le gouvernement aux fins du décret. L'art. 7 accorde une immunité de poursuite aux entités qui se conforment au décret.
La vice-première ministre Chrystia Freeland a déclaré que le gouvernement fédéral a l'intention de rendre permanentes certaines mesures du décret économique en présentant un projet de loi devant le Parlement, notamment celles en lien avec le Centre d’analyse des opérations et déclarations financières du Canada.